# Chrysometa fuscolimbata
Chrysometa fuscolimbata är en spindelart som först beskrevs av Archer 1958.  Chrysometa fuscolimbata ingår i släktet Chrysometa och familjen käkspindlar.
Artens utbredningsområde är Jamaica. Inga underarter finns listade i Catalogue of Life.